# Картер, Мишель
Мишель Картер (англ. Michelle Denee Carter; 12 октября 1985 года) — американская толкательница ядра, олимпийская чемпионка 2016 года, двукратный бронзовый призёр чемпионатов мира (2015 и 2017), чемпионка мира 2016 года в помещении.

## Выступления на Олимпиадах
| Олимпиада           | Дисциплина    | Место |
| ------------------- | ------------- | ----- |
| Пекин 2008          | толкание ядра | 15    |
| Лондон 2012         | толкание ядра | 5     |
| Рио-де-Жанейро 2016 | толкание ядра | 1     |